# Yungipicus kizuki
Yungipicus kizuki е вид птица от семейство Picidae.

## Разпространение
Видът е разпространен в Китай, Русия, Северна Корея, Южна Корея и Япония.